# Puchatek: Krew i miód
Puchatek: Krew i miód (ang. Winnie-the-Pooh: Blood and Honey) – brytyjsko-amerykański niezależny horror filmowy (slasher) w reżyserii Rhysa Frake’a-Waterfielda. Stanowi reinterpretację książek A.A. Milne’a i E.H. Sheparda z cyklu Kubuś Puchatek, przedstawiając antropomorficzne postacie Kubusia Puchatka i Prosiaczka, którzy pozostawieni przez Krzysia po jego wyjeździe na studia stali się żądnymi krwi mordercami. Prace nad filmem rozpoczęły się na początku 2022 roku, kiedy książka Milne’a trafiła do domeny publicznej w Stanach Zjednoczonych.
Powstanie filmu ujawniono 24 maja 2022, co spotkało się z mieszanym przyjęciem, ale zarazem ze sporym zainteresowaniem ze względu na koncept horroru z udziałem postaci przez lata będących „ikonami dzieciństwa”. Film wyprodukowało Jagged Edge Productions.
Film doczekał się sequelu pod tytułem Puchatek: Krew i miód 2.

## Fabuła
Jako dziecko Krzyś zaprzyjaźnił się z Puchatkiem, Prosiaczkiem i ich przyjaciółmi, bawiąc się z nimi i karmiąc ich. Z wiekiem odwiedzał ich coraz rzadziej, a niedokarmiane zwierzęta zaczęły się robić coraz bardziej głodne i zdesperowane. Po wyjeździe Krzysia na studia Puchatek i Prosiaczek całkowicie zdziczeli, zabijając i zjadając Kłapouchego i pozostałych. Po latach chłopak wraca do lasu, chcąc przedstawić swoim przyjaciołom z dzieciństwa swoją żonę. Zwierzęta, czując się zdradzone, wpadają w szał i czując głód ludzkiego mięsa, jako cel obierają grupę uczennic uniwersytetu odpoczywającą w domku w lesie.

## Obsada
Na podstawie źródła:
- Nikolai Leon jako Christopher Robin
- Craig David Dowsett jako Kubuś Puchatek
- Chris Cordell jako Prosiaczek
- Amber Doig-Thorne jako Alice
- Maria Taylor jako Maria
- Danielle Ronald jako Zoe
- Natasha Tosini jako Lara
- May Kelly jako Tina
- Natasha Rose Mills jako Jess
- Paula Coiz jako Mary Robin

## Produkcja

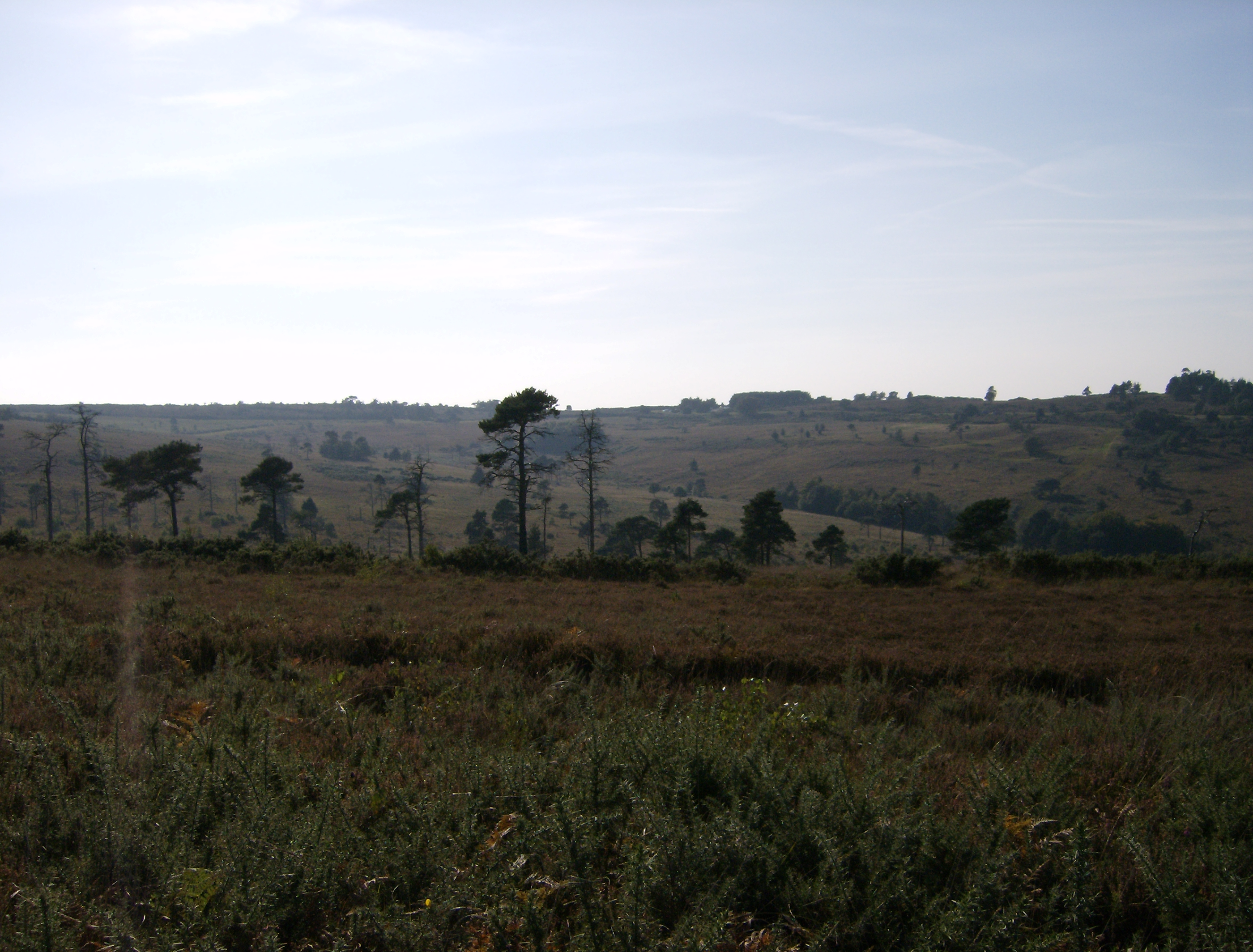
Las Ashdown, w którym kręcono zdjęcia do filmu, a który był również inspiracją dla Stumilowego Lasu Milne’a

24 maja 2022 Josh Korngut z portalu Dread Central poinformował o powstaniu horroru na podstawie Kubusia Puchatka. Prawa do postaci od 1966 roku znajdowały się w posiadaniu The Walt Disney Company, która to zapewniła sobie wyłączność na korzystanie z książek Milne’a na potrzeby własnej franczyzy, jednak 1 stycznia 2022 książka – zgodnie z prawem amerykańskim – przeszła do domeny publicznej. Po wygaśnięciu praw autorskich Rhys Frake-Waterfield rozpoczął produkcję horroru na ich podstawie, będącego jego debiutem reżyserskim. W odpowiedzi na zarzuty fanów Kubusia Puchatka przyznaje, że celem przyświecającym mu przy produkcji filmu jest „zniszczenie wszystkim dzieciństwa”.
W rozmowie z czasopismem „Variety” Frake-Waterfield przedstawił zarys fabularny filmu, mającego opowiadać o Kubusiu i Prosiaczku, którzy stali się maniakalnymi mordercami po tym, jak Krzyś opuścił ich, wyjeżdżając na studia. Ze względu na to, że nie byli już dokarmiani, zdziczeli i wrócili do swoich zwierzęcych korzeni, musząc samym polować na zwierzynę. Dodał także, że jeszcze przed wydarzeniami przedstawionymi w filmie zjedli Kłapouchego, żeby zaspokoić głód. Wykorzystane w filmie prostetyczne maski postaci zostały stworzone przez firmę Immortal Masks, która te inspirowane Kubusiem Puchatkiem produkowała jeszcze zanim książka trafiła do domeny publicznej.

### Zdjęcia
Zdjęcia do filmu nakręcono w ciągu dziesięciu dni w lesie Ashdown w hrabstwie East Sussex. Stanowił on również inspirację dla Stumilowego Lasu Milne’a. Film wyprodukowało Jagged Edge Productions we współpracy z ITN Studios, będącym również jego dystrybutorem. Podczas prac Frake-Waterfield zachowywał szczególną ostrożność, żeby w filmie nie pojawiły się czerwona koszula noszona przez Kubusia czy inne ikoniczne elementy, które nie występują w książkach, a stanowią część wizerunku postaci wykreowanego na potrzeby animacji Disneya.
Kiedy zainteresowanie filmem wzrosło, ITN Studios zwiększyło jego budżet, co pozwoliło na kilkudniowy okres dokrętek. Jest to najdroższy film wyprodukowany przez ITN, jak również najdroższy, jaki wyreżyserował Waterfield, wcześniej pracujący wyłącznie przy produkcjach amatorskich.

### Muzyka
18 lipca 2022 kompozytor Andrew Scott Bell poinformował, że napisze muzykę do filmu. W tym samym miesiącu umieścił w YouTubie film Winnie the Pooh: Blood, Honey, and Violins, przedstawiający jego wycieczkę z Los Angeles do San Francisco, żeby odebrać od lutnika wypełnione plastrami miodu skrzypce, których użył do skomponowania muzyki. W wywiadzie dla Dread Central przyznał, że wraz z rosnącym marketingiem wirusowym dowiedział się o powstaniu filmu i skontaktował się z jego reżyserem na Instagramie.

## Marketing i dystrybucja
Pierwszy plakat filmu został zaprezentowany 14 lipca 2022, a pierwszy zwiastun opublikowano 31 sierpnia. Hattie Lindert z portalu The A.V. Club uznała zwiastun za „wybornie pogięty”.
1 listopada 2022 ujawniono, że film wyświetlany będzie przez jeden dzień – 15 lutego 2023 – w kinach w Stanach Zjednoczonych, Kanadzie i Meksyku, gdzie jego dystrybutorami będą Fathom Events, Altitude Film Distribution, Cineplex Entertainment i Cinemex. Pierwotnie premiera planowana była na październik 2022, jednak ze względu na rosnące zainteresowanie filmem i zarządzone w związku z tym dokrętki, została przeniesiona na 2023. Światowa premiera filmu odbyła się 26 stycznia 2023, kiedy trafił do dystrybucji kinowej w Meksyku.

## Odbiór

### Przed premierą
Po ujawnieniu prac nad filmem, Kelly McClure z Salon.com stwierdziła, że jest to „idealny przykład zła, jakie może wyrządzić przejście utworu do domeny publicznej”. Dodała również, że jest to „okropne podejście” do postaci Kubusia Puchatka, mające jednak „zadatki na mroczny i pokręcony film, który obrośnie kultem”. Jon Mendelsohn z Collidera uznał zdjęcia z filmu za „paliwo dla koszmarów”, a sam jego koncept za „ekstremalnie dziwaczny”, jednak budzący zainteresowanie internautów. Rotem Rusak, redaktor serwisu Nerdist, stwierdził, że przedstawienie ikonicznego misia jako koszmarnego potwora ze slashera „przemawia do naszego przepełnionego wyobraźnią ducha i daje nam inspirację”. Justin Carter z Gizmodo uznał, że „atrakcyjność Blood and Honey zależeć będzie od tego, czy zaakceptujesz jego pomysł na fabułę i czy nie odrzuci cię przekształcenie postaci z dzieciństwa w zabójców”. Dodał również, że nie jest to pomysł nowy, a podobne pomysły pojawiały się w Internecie już około dekady wcześniej. Katarina Feder z Artnetu napisała: „(...) rozgłosu takiego, jaki mają twórcy filmu, nie da się kupić, ale coś mi mówi, że ten zrodzony z pasji niezależny projekt zdobędzie środki na sfinansowanie go, pozwalając reżyserowi przedstawić swoje oryginalne pomysły na mordowanie kobiet w bikini”.

### Po premierze
Do 3 marca 2023 film łączne przychody z dystrybucji Puchatka na całym świecie wyniosły 4,2 mln USD. Film spotkał się z ostrą krytyką ze strony recenzentów. W agregatorze recenzji Rotten Tomatoes pozytywnie oceniło go 4% spośród 56 krytyków, a średnia ich ocen to 2,2/10. W agregatorze Metacritic średnia ocen na podstawie 19 recenzji wynosi 16/100. W recenzjach krytykowano fabułę, brak humoru, kiepskie aktorstwo, niskiej jakości efekty specjalne i nieciekawe postacie.
W 2024 Puchatek: Krew i miód otrzymał pięć Złotych Malin – w kategoriach: „najgorsza reżyseria”, „najgorszy scenariusz”, „najgorsze ekranowe połączenie” (Puchatek i Prosiaczek jako krwiożerczy mordercy), „najgorszy sequel, prequel, remake lub plagiat” oraz „najgorszy film roku”.

## Powiązane projekty
W czerwcu 2022 Frake-Waterfield wyraził zainteresowanie stworzeniem kontynuacji, którą chciałby „jeszcze bardziej podkręcić, żeby była jeszcze bardziej zwariowana i mocna”. W listopadzie 2022 ogłosił, że pracuje nad dwoma kolejnymi horrorami – Bambi: The Reckoning i Peter Pan: Neverland Nightmare – również inspirowanymi książkami dla dzieci, które znajdują się już w domenie publicznej (Bambi: Opowieścią leśną Feliksa Saltena i Piotrusiem Panem J.M. Barriego), a które zostały wcześniej zekranizowane przez Walta Disneya. Na luty 2024 została zapowiedziana kontynuacja, z udziałem Tygryska z Chatki Puchatka, która w tym samym roku trafia do domeny publicznej. Ostatecznie sequel miał premierę 26 marca 2024 roku (polska premiera: 31 maja 2024) pod tytułem Puchatek: Krew i miód 2.